# Valentina Palmisano
Valentina Palmisano (Brindisi, 24 gennaio 1983) è una politica italiana, è stata deputata alla Camera nella XVIII legislatura della Repubblica per il Movimento 5 Stelle e dal 2024 è parlamentare europea.

## Biografia
Ha conseguito la laurea magistrale in giurisprudenza con 110 e lode presso l'Università di Lecce con una tesi su "Il risarcimento del danno da ritardo della Pubblica amministrazione", proseguendo poi il percorso di studi con la scuola di specializzazione per le professioni legali e un master in politiche di sicurezza locali presso la facoltà di scienze politiche dell'Università di Bologna, entrambi conseguiti con lode; dal 2013 esercita la professione di avvocato civilista, iscritta all'Ordine di Brindisi, lavorando dapprima a Lecce e poi a Ostuni (Brindisi).
Alle elezioni politiche del 2018 si candida alla Camera dei deputati, tra le liste del Movimento 5 Stelle (M5S) nel collegio plurinominale Puglia - 03, risultando eletta deputata. Nella XVIII legislatura della Repubblica è stata componente della 2ª Commissione Giustizia, della 14ª Commissione Politiche dell'Unione Europea, della 10ª Commissione Attività produttive, commercio e turismo, della 3ª Commissione Affari esteri e comunitari, della Commissione parlamentare d'inchiesta sui fatti accaduti presso la comunità "Il Forteto" e della Giunta per il Regolamento, oltreché dei comitati permanenti sui diritti umani nel mondo e sulla politica estera per il Mediterraneo e per l'Africa.
Alle elezioni politiche anticipate del 2022 viene ricandidata alla Camera, tra le liste del Movimento 5 Stelle nel collegio plurinominale Puglia - 04 in seconda posizione, risultando la prima dei non eletti.
Alle elezioni comunali in Puglia del 2023 si candida al consiglio comunale di Ostuni, tra le liste del M5S a sostegno del candidato sindaco Angelo Pomes, venendo eletta consigliera comunale e divenendo nel luglio 2023 presidente del Consiglio.
In vista delle elezioni europee del 2024, dopo esser stata scelta nelle consultazioni interne degli iscritti del M5S come la terza più votata con 965 preferenze, viene candidata al Parlamento europeo tra le sue liste nella circoscrizione Italia meridionale in seconda posizione. Viene eletta europarlamentare ottenendo oltre 43000 preferenze.